# Jenny (búp bê)

Takara Jenny

Jenny (ジェニー Jenī) là một loại búp bê trong dòng sản phẩm của hãng sản xuất đồ chơi Takara (hàng Nhật), với chiều cao 10½ inch (27 cm), được sản xuất vào năm 1982. Trước kia búp bê Jenny chỉ được biết đến với tên gọi Takara Barbie, nhưng mãi đến năm 1986, hãng Takara mới có giấy phép bản quyền của hãng Mattel (giữ bản quyền búp bê Barbie) và đổi tên búp bê thành Jenny. Điểm khác nhau giữa Takara Barbie và Barbie của Mỹ đó chính là đã được thay đổi về mặc quần áo, đầu tóc, mặt mũi, v.v...sao cho giống với văn hóa của Nhật Bản. Búp bê Jenny có đặc điểm như: Người ngắn hơn Barbie rất nhiều, mắt giống những nhân vật trong manga tròn xoe và to, miệng cười mỉm chứ không cười tươi như búp bê Barbie. Takara Barbie bán không chạy cho tới khi chúng được đổi tên thành Jenny. Cũng như Barbie, búp bê Jenny có nhiều trang phục khác nhau, bao gồm quần áo dạo phố, đồng phục của học sinh Nhật Bản, kimono và một bộ đồng phục tiếp viên xe lửa Nhật (gọi là "Bullet-Train Stewardess Jenny"). Cho tới ngày nay, Jenny vẫn còn là búp bê được yêu mến tại Nhật Bản, nhưng không nổi tiếng bằng búp bê Licca-chan, búp bê Barbie và búp bê Bratz của hãng MGA.

## Tên gọi
Cho đến năm 1986, Jenny trước kia chỉ được biết đến với tên Takara Barbie. Năm 1986, Takara đã ký hợp đồng với hãng Mattel về mặt bản quyền để có tên gọi là Jenny. Như vậy, Barbie đã có thêm một người bạn đến từ Châu Á với tên gọi Jenny. Jenny cũng có một người bạn trai tên gọi Takara Ken, sau đổi thành Jeff.